# Las abuelas
Las abuelas é uma telenovela mexicana, produzida pela Televisa e exibida em 1964 pelo Telesistema Mexicano.

## Elenco
- María Teresa Rivas Marina
- Prudencia Grifell Zélia
- Irma Lozano Tamara
- Jorge del Campo Luiz